# Neolingulina
Neolingulina es un género de foraminífero bentónico de la subfamilia Lingulininae, de la familia Nodosariidae, de la superfamilia Nodosarioidea, del suborden Lagenina y del orden Lagenida. Su especie-tipo es Neolingulina viejoensis. Su rango cronoestratigráfico abarca el Holoceno.

## Clasificación
Neolingulina incluye a las siguientes especies:
- Neolingulina krebsi
- Neolingulina neglectiformis
- Neolingulina parva
- Neolingulina veijoensis
- Neolingulina viejoensis